# Pochazia rufifrons
Pochazia rufifrons är en insektsart som beskrevs av Melichar 1923. Pochazia rufifrons ingår i släktet Pochazia och familjen Ricaniidae. Inga underarter finns listade i Catalogue of Life.